# Pagan’s Mind
A Pagan's Mind egy norvég progresszív metal együttes, mely 2000-ben alakult Skienben. A dallamos, power metal elemekkel átszőtt progresszív metal zenekar eddigi pályafutása alatt öt stúdióalbumot adott ki. Az utolsó Heavenly Ecstasy címmel jelent meg 2011 májusában.

## Pályafutás
Az együttest 2000 nyarán alapította Nils K. Rue énekes, Thorstein Aaby gitáros, és Stian Kristoffersen dobos Silverspoon néven. A zenekar kezdeti felállása Steinar Krokmo basszusgitárossal és Jørn Viggo Lofstad gitárossal lett teljes. Krokmo korábban már játszott együtt Kristoffersennel a Trivial Act együttes soraiban. A norvég FaceFront kiadóval lemezszerződést írtak alá, majd Infinity Divine címmel adták ki első albumukat 2000 novemberében. A lemez elsősorban csak hazájukban keltett feltűnést. A kiadása után két hónappal csatlakozott az együtteshez Ronny Tegner. A billentyűs hangszereken játszó muzsikus, akivel már korábban is barátok voltak, Lofstad révén került a zenekarba.  Ezt követően a német Limb Music kiadóval kötöttek megállapodást, ahol 2002 novemberében jelent meg második albumuk Celestial Entrance címmel. Az anyag producere a zenekar mellett Fredrik Nordström volt, aki korábban olyan együttesekkel is dolgozott már, mint az In Flames, az Arch Enemy vagy az Opeth. Ez az album már Norvégián kívül is viszonylag sikeres lett. 2003-ban Thorstein Aaby gitáros kilépett az együttesből, és helyére nem keresett új másodgitárost a zenekar.
2004-ben újra felvették és kiadták az Infinity Divine című debütáló albumukat, melyre az At the Graves képében egy King Diamond feldolgozás is felkerült. A lemez a Zomba Music kiadásában egész Európában hozzáférhetővé vált. Harmadik lemezük, az Enigmatic: Calling 2005 áprilisában jelent meg. A Jörn Viggo Lofstad szólógitáros producerkedésével készült album sikeresebb lett elődjeinél, a norvég albumlistán a 15. helyen debütált. A folytatás God's Equation címmel érkezett meg 2008 januárjában, de Japánban már 2007 novemberében is kapható volt az album. Az anyag produceri munkálatait Espen Mjøen látta el, a Hallo Spaceboy című szám képében pedig egy David Bowie szerzemény is felkerült rá. Az album kiadását rendszeres fellépések követték, majd 2008-ban a Sonata Arctica Unia albumának a turnéján vendégeskedtek. Még ez évben Jørn Viggo Lofstad szerepelt a Power Quest power metal együttes Master of Illusion című albumán.
2009-ben további koncertek mellett felléptek a progresszív metal együttesekre fokuszáló, amerikai ProgPower USA fesztiválon is. A koncertet a New World Order Live and Supremacy Our Kind Live című DVD kiadvány örökítette meg. Még ez évben megjelent aLive Equation című koncertlemez. Az együttes utolsó albuma 2011 májusában jelent meg Heavenly Ecstasy címmel, ezúttal már a német Steamhammer kiadónál. Az albumot még a megjelenése előtt az Intermission című dal harangozta be, amely felhangzott a The Metal Madman című online rádió showban is.

## Zene, stílus
Az együttes zenéjét általában power metal elemmekkel operáló progresszív metalként szokás definiálni. Zenéjükön érződik az egyes tagok jazz, komolyzene és a klasszikus rock/metal iránti vonzalma is. A progresszív metal stílusjegyeit magán viselő megoldásaik révén a Queensryche és a Dream Theater hatása is kimutatható, míg intelligens dalszövegeikre a filozófiai fejtegetések és misztikus történetek a jellemzőek. Zenéjüket nagy mértékben befolyásolja a Csillagkapu című film, az együttes zenészeit pedig a technikailag magas szintű hangszerkezelés jellemzi.

## Jelenlegi tagok
- Nils K. Rue - ének (2000–napjainkig)
- Jørn Viggo Lofstad - gitár (2000–napjainkig)
- Steinar Krokmo -  basszusgitár (2000–napjainkig)
- Stian Kristoffersen - dob (2000–napjainkig)
- Ronny Tegner - billentyűs hangszerek (2000–napjainkig)

### Korábbi tagok
- Thorstein Aaby - gitár (2000-2003)

## Diszkográfia

### Stúdióalbumok
- Infinity Divine (2000, újrakiadás: 2004)
- Celestial Entrance (2002)
- Enigmatic : Calling (2005)
- God's Equation (2007)
- Heavenly Ecstasy (2011)

### Koncertlemezek
- Live Equation (2009)

## Videográfia

### DVD és video kiadványok
- New World Order Live and Supremacy Our Kind Live (ProgPower USA VIII Concert DVD)
- God Equation Live 2009 (Promo/Koncert Eladó DVD)

### Videóklipek
- "Through Osiris' Eyes" (Celestial Entrance)
- "Aegean Shores" (Celestial Entrance)
- "Enigmatic Mission" (Enigmatic: Calling)
- "Atomic Firelight" (God's Equation)